# Let Me Reintroduce Myself
«Let Me Reintroduce Myself» —en español: Déjame volver a presentarme— es una canción de la cantante y compositora estadounidense Gwen Stefani para su próximo quinto álbum de estudio sin título. Stefani escribió la canción con Ross Golan y el productor de la canción, Luke Niccoli. Fue lanzado el 7 de diciembre de 2020 por Interscope Records como el sencillo principal del álbum. Stefani se sintió inspirada para crear música nueva y edificante después de los eventos del movimiento Me Too y la pandemia de COVID-19 en curso. El desarrollo de la canción fue inesperado, ya que Stefani dudaba de sí misma haciendo nueva música como artista mayor. El miembro de No Doubt, Gabrial McNair, y el hermano de Stefani, Eric Stefani, entre otros artistas, proporcionan instrumentación en la pista.
Una desviación de los lanzamientos anteriores de música country y navideña de Stefani, «Let Me Reintroduce Myself» es una pista enérgica de reggae, ska y pop con sonido latino inspirada en sus primeros trabajos con No Doubt. La canción alegre y alegre se refiere a la carrera de Stefani en la industria de la música, según la sugerencia de Golan. Una letra hace referencia a su sencillo de 2005 «Hollaback Girl», y la obra de arte de la canción refleja su aspecto de «Just a Girl» (1995), que los críticos de música notaron. La mayoría de los críticos le dieron críticas positivas a la canción, calificándola de pegadiza y comparándola favorablemente con los lanzamientos de No Doubt.
Comercialmente, «Let Me Reintroduce Myself» entró en varias de las listas de reproducción de aire y de componentes digitales tanto en América del Norte como en Europa. Un video musical que acompaña a la canción fue dirigido por el fotógrafo estadounidense Philip Andelman y lanzado el 1 de enero de 2021. Presenta a un grupo de clones de Stefani vestidos con atuendos de sus videos musicales más antiguos, eclipsando a la actual Stefani en una sesión de video musical. Ella interpretó la canción en The Voice el mismo día del lanzamiento digital de la canción, seguida de presentaciones en The Tonight Show Starring Jimmy Fallon y en la entrega de premios del Global Citizen Prize.

## Antecedentes y lanzamiento
«El 20 de octubre de 2020, Gwen Stefani reveló que había estado escribiendo canciones y estaba ansiosa por lanzar nueva música. Ella se burló de que algo nuevo vendría "muy pronto", su primer lanzamiento desde You Make It Feel Like Christmas en 2017. Según Stefani, crear música para un nuevo álbum de estudio fue completamente inesperado y no estaba en sus planes. Admitió que rara vez "busca música nueva" de sus artistas favoritos, e inicialmente dudaba que sus fans hicieran lo mismo. A través de sus cuentas de redes sociales, Stefani anunció por primera vez «Let Me Reintroduce Myself» el 4 de diciembre de 2020. Escribió y compuso la canción con Luke Niccoli y Ross Golan, a este último conoció virtualmente durante una conferencia de Zoom. Fue escrito y grabado a finales de agosto de 2020 en los estudios de grabación Village en Los Ángeles.  Stefani se sintió inspirada para escribir nueva música después de los eventos de la pandemia de COVID-19 y su tiempo como juez en The Voice. Con respecto a su decisión de grabar una nueva canción de reggae, Stefani explicó: "La música [reggae] tenía que ver con la unidad y el antirracismo, y eso fue en los 70. Luego lo estábamos haciendo en los 90. Y ahora aquí estamos, de nuevo, en el mismo lío de siempre". Se sintió inspirada por los eventos en curso de 2020 y las secuelas del movimiento Me Too para crear música alegre y positiva. Stefani consideró que «Let Me Reintroduce Myself» era divertido y alegre, y lo describió como "una forma de decir que he vuelto con nueva música".

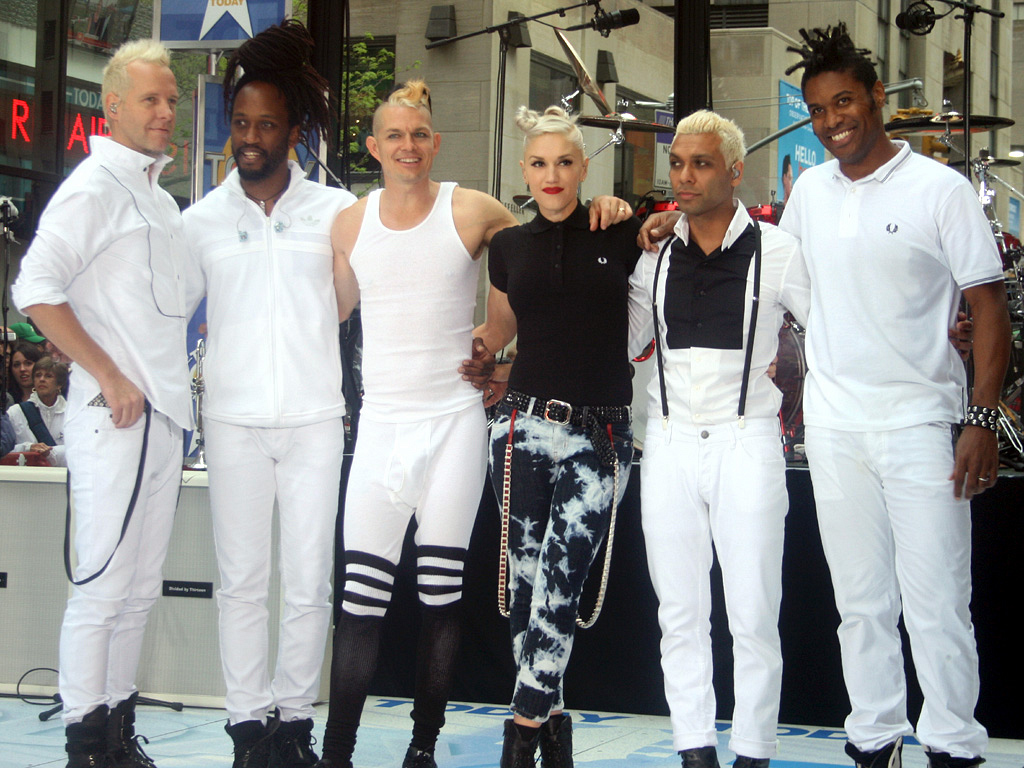
Stefani, tercera desde la derecha, actuando como parte de No Doubt en 2009; "Let Me Reintroduce Myself" se comparó con su trabajo inicial con el grupo.

El 4 de diciembre de 2020, Stefani reveló la portada oficial de «Let Me Reintroduce Myself» en sus cuentas de redes sociales. La obra de arte presenta dos versiones de Stefani, una de las cuales copia su atuendo del video musical del sencillo de No Doubt «Just a Girl» (1995). La otra Stefani está vestida con "un sexy sujetador negro, pantalones cortos de mezclilla hechos jirones, medias de red, botas altas negras y una serie de correas sobre ella". Las joyas que usó Stefani en la fotografía, que incluyen un collar, un cinturón y un arnés, fueron hechas por la diseñadora azerbaiyana Saida Mouradova, fundadora de Object & Dawn. Rania Aniftos de Billboard reaccionó a la presentación de la obra de arte, escribiendo: "¡Gwen Stefani está de regreso!" Además, comparó su apariencia en la portada con su apariencia durante «Hollaback Girl» (2005) y la describió como "una Stefani sin edad con un atuendo característicamente vanguardista". Heran Mamo de la misma publicación estuvo de acuerdo, y opinó que Stefani yuxtapuso sus estilos «Just a Girl» y «Hollaback Girl». Lauren Ramesbottom de The Loop también hizo una comparación con su look de «Hollaback Girl», llamándolo un tributo a su pasado mezclado con su "estilo punk-moderno del presente".
«Let Me Reintroduce Myself» fue lanzado para descarga digital y transmisión en varios países el 7 de diciembre de 2020, a través de Interscope Records. Sirve como su primer lanzamiento de sencillo no festivo desde «Misery», un sencillo de su tercer álbum de estudio, This Is What the Truth Feels Like (2016). Un comunicado de prensa de «Let Me Reintroduce Myself» reveló que eventualmente aparecería en el próximo quinto álbum de estudio de Stefani. James Rettig de Stereogum señaló que la canción se estrenó solo dos meses después del anuncio de su compromiso con el cantante estadounidense Blake Shelton. Stefani también reveló que Shelton fue quien seleccionó "Let Me Reintroduce Myself" como su próximo sencillo. La canción fue acompañada por el lanzamiento de un video con letra que se subió al canal de YouTube de Stefani el 7 de diciembre de 2020. El video presenta a Stefani en varios atuendos "canalizando varias de sus épocas pasadas". Además, una variedad de mercancía con el tema "Déjame reintroducirme", que consiste en sudaderas con capucha, camisetas y pantalones deportivos, se puso a la venta en la tienda oficial en línea de Stefani. El 9 de diciembre de 2020, se anunció que Universal Music Group lanzaría la canción a las estaciones de radio de éxito contemporáneo en Italia a partir del 11 de diciembre del mismo año.

## Composición y letras

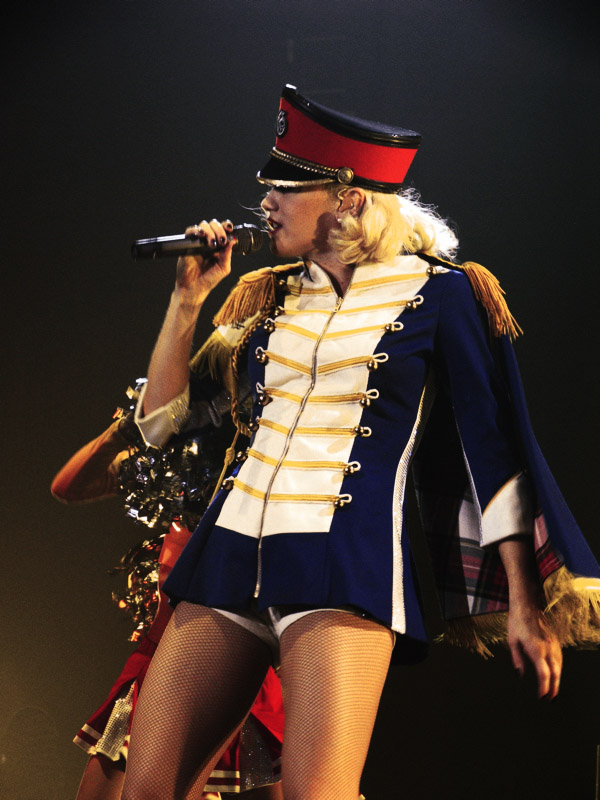
Stefani interpretando " Hollaback Girl " (2005) durante el Harajuku Lovers Tour en 2005; "Let Me Reintroduce Myself" hace referencia a la canción en su letra.

Antes de su lanzamiento, algunos críticos predijeron que el nuevo sencillo de Stefani serviría como su regreso oficial a la música pop, luego del lanzamiento de dúos de música country y música estrictamente navideña en los últimos años. En última instancia, «Let Me Reintroduce Myself» fue descrita como una canción de reggae, ska y pop con sonido latino, influenciada por las raíces de Stefani en No Doubt. Kelli Skye Fadroski de Orange County Register comparó la canción con No Doubt temprano, y señaló la adición de trompas y una guitarra con sonido flamenco en la instrumentación. Joey Nolfi de Entertainment Weekly, describe el género de la canción como el ska pop y tomó nota de su uso de 'cuerdas cálidos, latón con eco, y las claves maravilloso'; además, comparó su sonido con los trabajos anteriores de Stefani, Tragic Kingdom (1995) y Return of Saturn (2000). El personal de Spin dijo que la canción era animada y dijo que era una pista de reggae que sirve como la "forma de Stefani de decir descaradamente que ha vuelto". Especificando que la canción está "inspirada en el reggae", un miembro del personal de KGSR afirmó que la canción ayudó a "traer [...] recuerdos de los días de Stefani con No Doubt". Stefani dijo que sus intenciones detrás de la canción eran, con suerte, "traer un poco de alegría" a sus fans y regresar a donde ella "comenzó musicalmente, que fue con el ska y el reggae".
El hermano de Stefani, Eric Stefani, contribuye a la pista tocando los teclados y el órgano. También aparece el exmiembro de la banda No Doubt, Gabrial McNair, actuando en el trombón y el órgano Hammond . La instrumentación adicional en la producción de la canción incluye la batería de Mano Ruiz, las palmas de Golan y el bajo y la guitarra interpretados por Niccoli.
La canción comienza con el sonido de la estática de sintonización de radio, que Daniel Kreps de Rolling Stone sintió que era una referencia al sencillo de 2002 de No Doubt «Underneath It All». Líricamente, la canción trata sobre la carrera de Stefani en la industria de la música. Debido a las afirmaciones de los críticos de que estaba lista para lanzar un sencillo de regreso, Ross quería ayudar a Stefani a sacar una canción que llamara a esta idea. Stefani también hace referencia a su single de 2005 «Hollaback Girl» en la letra: "Ya te di plátanos / Adelante y sírvete, yo de nuevo en tu oído". En el primer verso, Stefani canta sobre su anti-regreso: "No es un regreso, me estoy reciclando / No es un regreso, sientes esa nueva energía".

## Recepción de la crítica
Nolfi llamó a la canción un gusano y la comparó con "sus días como diva del ska pop" con No Doubt. De manera similar, Jason Lipshutz de Billboard declaró que la canción era "un hábil regreso a [sus] raíces". Reconoció que: "Aunque ha pasado un tiempo desde que Stefani había atravesado este territorio, todavía suena natural al hacerlo". Paper comparó la canción con los días de Stefani con No Doubt, describiéndola como "la diversión simplemente pegadiza que esperamos de nuestra reina, y llega justo en el momento adecuado". Emily Harris de la revista GSG agradeció que Stefani "se mantuviera [ed] fiel a su sonido característico original" mientras se adaptaba a las tendencias modernas. Ella llamó a la canción "una joya con una cadencia agradable", además de ser muy original.  Devon Ivie de Vulture.com pareció disfrutar de la canción y escribió: "Esta no es exactamente su fase rosa y 'Bathwater ', pero estamos contentos de que [Blake Shelton] no se coló para algunos coros durante el coro." Lindsay Zoladz de The New York Times, brindó una crítica variada, consideró que algunas de las letras eran torpes, pero en general pensó que "cuando su voz estridente se eleva para igualar la instrumentación ska del coro, hay una ráfaga fugaz de esa vieja magia de No Doubt".

## Rendimiento en las listas
En los Estados Unidos, «Let Me Reintroduce Myself» no entró en la lista Billboard Hot 100, sino más bien dentro de la lista Billboard Digital Song Sales, que clasifica las canciones digitales más vendidas de la semana. Duró dos semanas en la lista, debutando en el puesto 17 durante la semana del 18 de diciembre de 2020 y reapareciendo una vez en enero de 2021. Sirvió como la segunda entrada más alta de la semana, después de «Oh Santa!» de Mariah Carey en el número 3. En Canadá, «Let Me Reintroduce Myself» alcanzó la lista digital equivalente durante la misma semana, alcanzando el número 19. Pasó un total de dos semanas en la lista. La canción también debutó en la lista de reproducción de radio Hot AC del país en el número 44 durante la semana que terminó el 19 de diciembre de 2020. Fue la nueva entrada más alta de la semana y la segunda canción más agregada después de "Mood" (2020) de 24kGoldn e Iann Dior. Posteriormente alcanzó el pico del número 36, que mantuvo durante tres semanas consecutivas.
En el Reino Unido, la canción no alcanzó la lista de singles del Reino Unido de la Official Charts Company, que se ubica entre las 100 canciones más populares del país semanalmente. Sin embargo, sí se registró en el gráfico de componentes de descarga durante la semana del 29 de enero de 2021. Debutó en el número 90, la misma semana que apareció en el gráfico de componentes de ventas en el número 92.

## Video musical
El video musical que acompaña a "Let Me Reintroduce Myself" fue provocado por primera vez por Stefani en una publicación de Instagram el 30 de diciembre de 2020. La fotografía incluida mostraba el abdomen expuesto de Stefani mientras usaba un cinturón de "plátanos", haciendo referencia a "Hollaback Girl". El video terminado fue dirigido por el fotógrafo estadounidense Philip Andelman y lanzado el 1 de enero de 2021 en el canal de YouTube de Stefani. Rinde homenaje a la carrera de Stefani en la industria de la música. En una entrevista con Today, Stefani dijo que consideraba el contenido del video nostálgico y surrealista; continuó: "Me hizo pensar realmente en que no tenía a nadie ayudándome. Esos eran atuendos que me acabo de hacer, ya sabes a lo que me refiero, o me presenté en mi casa gratis. Es gracioso porque ahora en realidad son disfraces de Halloween de personas. Y no eran disfraces de Halloween en ese momento, en realidad yo era yo ". Los disfraces que Stefani usó en el video son réplicas de los originales, que se exhibieron en su residencia de conciertos Just a Girl en Las Vegas.
El video de «Let Me Reintroduce Myself» comienza con Stefani quitándose una mascarilla para hablar con su productor Steve Berman por teléfono. Se disculpa antes de pedir "más dinero" para filmar el video musical, haciendo referencia a una escena similar con el cofundador de Interscope, Jimmy Iovine, de su primer video musical en solitario, «What You Waiting For?» (2004). El video «Let Me Reintroduce Myself» luego pasa a Stefani filmando el video musical, seguido de un montaje de sus looks populares de las últimas décadas. Entre los guardarropas que reprodujo se encuentran el video de No Doubt que busca "Just a Girl" y "Don't Speak" (1996), y una aparición en la alfombra roja de 1998 para los MTV Video Music Awards anuales . Los looks adicionales incluyen un atuendo influenciado por Alicia en el País de las Maravillas, también de "What You Waiting For?", Así como un look inspirado en las chicas japonesas y Harajuku del álbum debut de Stefani como solista, Love. Angel. Music. Baby. (2004). Stefani de "Just a Girl" entra al estudio y eclipsa a la actual Stefani, quien se ve obligada a salir del set y reacciona llamando a Berman
para quejarse. La Stefani de "Just a Girl" invita a los otros clones de Stefani ya las bailarinas de Harajuku Girls al set y se unen a ella para bailar. Otras partes del video muestran un screencast de la computadora portátil de Stefani, usando el servicio de video chat Zoom para interactuar con otras versiones de ella misma. 
Junto con el lanzamiento de YouTube del video musical, estuvo disponible para su descarga a través de Apple Music el 1 de enero de 2021. El personal de Billboard descubrió que "el video refleja el tono ligero y festivo de la canción en sí" y lo llamó divertido. Philiana Ng de Entertainment Tonight notó cómo los fanáticos parecían disfrutar el video, particularmente la revisión de Stefani de los guardarropas anteriores. Además, afirmó que el clip haría que los espectadores se sintieran nostálgicos debido a su estreno el día de Año Nuevo.

## Espectáculos en vivo
Stefani estrenó "Let Me Reintroduce Myself" el 7 de diciembre de 2020 para una presentación en The Voice. El 19 de diciembre de 2020, interpretó la canción en la entrega de premios del Global Citizen Prize acompañada de "bailarines de acompañamiento y una banda de música". Cantó "Let Me Reintroduced Myself" en otros lugares, como The One Show, NBC 's New Year's Eve 2021, The Tonight Show Starring Jimmy Fallon, y Today.

## Listado de pistas
| Descarga digital/streaming |                             |          |  |
| N.º                        | Título                      | Duración |  |
| 1.                         | «Let Me Reintroduce Myself» | 3:11     |  |

## Créditos y personal
Créditos adaptados de Tidal.
- Gwen Stefani - compositora, letrista, vocalista
- Luke Niccoli - compositor, letrista, bajo, guitarra, teclados, programación
- Ross Golan - compositor, letrista, vocalista de fondo, aplaudiendo
- Mano Ruiz - batería
- Karl Wingate - ingeniero, personal de estudio
- Gabrial McNair - órgano Hammond, trombón
- Eric Stefani - teclados, órgano
- Chris Gehringer - ingeniero de masterización, personal de estudio
- Tony Maserati - mezclador, personal de estudio

## Posicionamiento en listas
| Listas (2020–2021)                    | Mejor posición |
| ------------------------------------- | -------------- |
| Canadá (Billboard Digital Song Sales) | 19             |
| Croacia Airplay (HRT)                 | 28             |
| Eslovaquia (Rádio Top 100)            | 84             |
| Estados Unidos (Digital Songs)        | 17             |
| Hungría (Rádiós Top 40)               | 32             |
| Italia Airplay (EarOne)               | 11             |
| República Checa (Rádio Top 100)       | 64             |
| Reino Unido (UK Download Chart)       | 90             |
| Reino Unido Sales (OCC)               | 92             |

## Historial de lanzamientos
| Región | Fecha                   | Formato (s)                  | Etiqueta              | Ref.   |
| ------ | ----------------------- | ---------------------------- | --------------------- | ------ |
| Varios | 7 de diciembre de 2020  | Descarga digital streaming   | Interscope            | [ 14 ] |
| Rusia  | 9 de diciembre de 2020  | Radio de éxito contemporáneo | Universal Music Group |        |
| Italia | 11 de diciembre de 2020 | Radio de éxito contemporáneo | Universal Music Group | [ 21 ] |